# Bucureșci (gmina)
Bucureșci – gmina w Rumunii, w okręgu Hunedoara. Obejmuje miejscowości Bucureșci, Curechiu, Merișor, Rovina i Șesuri. W 2011 roku liczyła 1553 mieszkańców.